# Wargaming Seattle
A Wargaming Seattle (korábban Gas Powered Games) videójáték-fejlesztő vállalat volt, melyet 1998 májusában alapított Chris Taylor játéktervező és több korábbi Cavedog Entertainment alkalmazott a washingtoni Redmondban.
Legelső megjelent játékuk a 2002-es Dungeon Siege szerepjáték volt, amit a Microsoft Game Studios adott ki. Az egyedi grafikai motor mellett az újszerű szerepjáték-rendszer volt az, ami az akkoriban hasonló játékokkal telített videójáték-piacon elkülönítette társaitól.
2003-ban megjelent hozzá az első kiegészítő, Legends of Aranna címmel, amit a Mad Doc Software (mostanra már Rockstar New England) vállalattal közösen fejlesztettek, 2005 augusztusában pedig érkezett a folytatás, a Dungeon Siege II. (Kiadó ismételten a Microsoft.)
2006 márciusában a Take-Two Interactive felvásárolta a Dungeon Siege jogait, így a Microsofttal 4 éven át tartó kapcsolat lezárult.
2007 februárjában a THQ gondozásában jelent meg a Supreme Commander című valós idejű stratégiai játékuk. Bejelentésére a PC Gamer 2005. augusztusi számában került sor, Chris Taylor a Total Annihilation szellemi örökösének szánta. (Annak a jogai ugyanis az Atarinál vannak.) 2007 júniusában bejelentik a Supreme Commander: Forged Alliance címre hallgató, önállóan futtatható kiegészítőt, novemberi megjelenési dátummal.
2007 májusában bejelentették, hogy a Sega lesz a kiadója a cég következő, Space Siege névre keresztelt szerepjátékának. Végül 2008. augusztus 12-én jelent meg és jellemzően csak közepes értékeléseket kapott.
2008 januárjában fény derül az új projektre, ami a Demigod címet viseli, megjelenési dátumnak 2009 első felét jelölték ki. A játék műfaja az akció-szerepjátékok és a valós idejű stratégiai játékok különleges elegye, ami a Defense of the Ancients című Warcraft III modhoz hasonlít.
2008. november 12-én napvilágra kerül, hogy a Supreme Commander 2 játékot a Square Enix fogja kiadni. A játék 2010 márciusában jelent meg PC és Xbox 360 platformokra, ezeket követte a Mac OS X változat 2010 szeptemberében.
2011. február 24-én megerősítik, hogy átvették az Age of Empires Online fejlesztését a korábban azon dolgozó Robot Entertainmenttől.
A Gas Powered Games bejelentette, hogy terveik között szerepel egy újabb stratégia, ami Chris Taylor’s Kings and Castles névre hallgat és a Supreme Commander 2 grafikai motorját használja.
Ez úgy tűnik egybevág a Cavedog Entertainment korábbi, Total Annihilation: Kingdoms címet viselő játékával. (A program a Total Annihilation fantasy környezetbe való átültetése volt.)
2013. január 14-én a Gas Powered Games bejelentette a Wildman című Kickstarter-projektjét. Négy nappal később, január 14-én a vállalat körülbelül 40 alkalmazottól vált meg, míg a cég sorsa a Kickstarter-kampány sikerére volt bízva. 2013. február 11-én, négy nappal annak vége előtt leállították a Wildman Kickstarter-projektjüket, és bejelentették, hogy más módon próbálják meg fenntartani a Gas Powered Gamest. Három nappal később a Wargaming.net bejelentette, hogy tárgyalásokat folytatnak a cég felvásárlásáról. Később a Gas Powered Games a Wargaming.net leányvállalata lett Wargaming Seattle néven.

## Videójátékaik
| Játék címe                         | Kiadás éve           | Platformok                   |
| ---------------------------------- | -------------------- | ---------------------------- |
| Dungeon Siege                      | 2002                 | Microsoft Windows, Macintosh |
| Dungeon Siege: Legends of Aranna   | 2003                 | Microsoft Windows            |
| Dungeon Siege II                   | 2005                 | Microsoft Windows            |
| Dungeon Siege II: Broken World     | 2006                 | Microsoft Windows            |
| Supreme Commander                  | 2007                 | Microsoft Windows, Xbox 360  |
| Supreme Commander: Forged Alliance | 2007                 | Microsoft Windows            |
| Space Siege                        | 2008                 | Microsoft Windows            |
| Demigod                            | 2009                 | Microsoft Windows            |
| Supreme Commander 2                | 2010                 | Microsoft Windows, Xbox 360  |
| Age of Empires Online              | 2011                 | Microsoft Windows            |
| Chris Taylor’s Kings and Castles   | Fejlesztése szünetel | Mic, Xbox 360rosoft Windows  |
| Wildman                            | Törölve              | Microsoft Windows            |